# Eisenbahnunfall von Herrlisheim

Die Unfallstelle am Morgen danach

Bei dem Eisenbahnunfall von Herrlisheim fuhr am 13. Mai 1909 ein Schnellzug bei Herlisheim in Elsaß-Lothringen auf einen zuvor verunglückten Güterzug auf. Sechs Menschen starben.:337

## Ausgangslage
Der Unfall ereignete sich auf der zweigleisigen Bahnstrecke Straßburg (Elsaß)–Basel der Reichseisenbahnen in Elsaß-Lothringen (EL) südlich des heutigen Haltepunkts Herrlisheim-près-Colmar, damals der Bahnhof Herlisheim.:336
Hier war abends gegen 22:00 Uhr der Güterzug 6040 von Hausbergen nach Mühlhausen unterwegs. Der Zug bestand aus der Dampflokomotive Mohrungen, einer Lokomotive der Baureihe G 5 und 57 Güterwagen.:336 Die Lokomotive hatte erst am 21. April 1909 eine Revision im Bahnbetriebswerk Bischheim erhalten, am 3. Mai war der Dampfdruck noch einmal überprüft worden. Um dem Lokomotivpersonal den Wasserstand der Maschine anzuzeigen, gab es einen Glaszylinder, bei dem eine rote Markierung vor dem Punkt warnte, unter den der Wasserstand keinesfalls sinken durfte.:341 Noch in Kolmar war das Wasser in der Lokomotive nachgefüllt worden.:340 Es entging aber allen Beteiligten, dass der Abfluss des Glaszylinders durch ein Stück Gummi verstopft war, so dass er einen viel zu hohen Wasserstand anzeigte.
In der Gegenrichtung verkehrte der D 161 von Basel nach Amsterdam. Er wurde von einer Lokomotive der Baureihe S 5, Wupper, gezogen. Der Lokomotive folgten ein Postwagen, zwei sechsachsige Schlafwagen, ein Packwagen und je zwei vierachsige Personenwagen 2. und 3. Klasse. Der Zug war mit Gasbeleuchtung ausgestattet. Er verließ den Bahnhof Mühlhausen um 22:04 Uhr.:336, 338 Sowohl bei Personenwagen als auch bei Güterwagen bestand der Aufbau damals noch weitgehend aus Holz.

## Unfallhergang

Güterzuglokomotive nach dem Kesselzerknall

Kurz nachdem der Güterzug den Bahnhof Herrlisheim durchfahren hatte, war der tatsächliche Wasserstand im Kessel der Lokomotive 30 cm unter den zulässigen Wert abgesunken, was aber der entsprechende Glaszylinder aufgrund seines verstopften Abflusses nicht anzeigte. Die durch Verdampfung erzeugte Abkühlung war durch den niedrigen Wasserstand nicht mehr ausreichend, so dass die durch die Hitze zunehmend weicher werdende Wand der Feuerbüchse schließlich dem Dampfdruck nachgab, riss und der Kessel in einem Kesselzerknall explodierte.:340f Durch die Wucht der Explosion wurde der Kessel 70 m weit geschleudert, die Lokomotive und eine Reihe der folgenden Wagen entgleiste. Entgleisende Fahrzeuge gerieten dabei auch in das Lichtraumprofil des Gegengleises.:336
Nur Minuten später näherte sich der Schnellzug mit 100 km/h auf dem Gegengleis der Unfallstelle und fuhr in die Teile des Güterzugs hinein, die in seinem Fahrweg lagen. Die Lokomotive, der Postwagen und die beiden Schlafwagen entgleisten und stürzten vom Bahndamm in ein daneben liegendes Gewässer.:336
Bei dem Unfall wurden sowohl Gasleitungen der Beleuchtung aufgerissen, als auch glühende Kohlestücke über die Unfallstelle verstreut. Sofort fingen beide Züge Feuer, das noch durch einen starken Nordwind angefacht wurde.:336 Beide Züge waren anschließend komplett zerstört.:338

## Folgen
Sechs Menschen starben, davon fünf Eisenbahner: Die Besatzungen beider Lokomotiven, und der Beamte im Postwagen. Das einzige zivile Opfer war eine Tochter von Karl Heinrich von Boetticher, früherer Vizekanzler des Deutschen Reiches. Eine große Zahl weiterer Reisender wurde verletzt, fünf davon schwer. Einer der Schwerverletzten, der aus Krefeld stammte, wurde nach dort in einem Salonwagen der EL zurückgebracht.:340
Drei Hilfszüge, aus Kolmar, Straßburg und Mühlhausen, fuhren zur Unfallstelle.:337 Trotz der großen Menge Schrotts, die aus dem Unfall resultierte und den Zerstörungen auch am Oberbau konnte ein Gleis der Strecke bereits am folgenden Tag gegen 17 Uhr wieder freigegeben werden.:340
Die Katastrophe von Herrlisheim fand damals große Beachtung – auch international. So gibt es zahlreiche Fotos von der Unfallstelle, auch Filmaufnahmen. Das Königliche Bau- und Verkehrsmuseum in Berlin erbat sich den weggesprengten Kessel der Güterzuglokomotive als Ausstellungsstück von der EL.:341